# Zhong Man
Zhong Man (chinesisch 仲满, Pinyin Zhòng Mǎn; * 28. Februar 1983 in Nantong) ist ein chinesischer Fechter und Olympiasieger.
Als Sportler hat er sich auf das Säbelfechten spezialisiert. Dort gelang ihm in den vergangenen Jahren dreimal eine Podiumsplatzierung in einem Weltcup, 2006/2007 in Bangkok und 2007/2008 in Algier wurde er Drittplatzierter, in der Saison 2007/2008 entschied er den Weltcup in Warschau für sich. Bei den Weltmeisterschaften 2007 erreichte er allerdings keine Podiumsplatzierung. Während er sich im Einzel auf dem 22. Rang einreihte, wurde er mit der Säbelmannschaft Siebter.
Nachdem er im Jahr 2007 bei der Asienmeisterschaft in Nantong Silber im Einzel errang,
wurde er 2008 in Bangkok Asienmeister in seiner Disziplin.
Als Zhong Man bei den Olympischen Sommerspielen 2008 in Peking startete, errang er bei seiner ersten Olympiateilnahme überraschend auf Anhieb die Goldmedaille im Säbel-Einzel, was gleichzeitig das erste Männergold im Fechten für China überhaupt bedeutete. Im Finale siegte er über den Franzosen Nicolas Lopez mit 15:9. Zhong Man war einer von nur zwei Athleten aus den besten 10 der Weltrangliste gewesen, die sich für das Halbfinale qualifiziert hatten. Wenige Tage später scheiterte er bereits im Viertelfinale mit seinen Mannschaftskameraden Wang Jingzhi, Zhou Hanming und Huang Yaojiang, sie wurden letztendlich Sechste im Mannschaftswettbewerb.
Im Jahr 2012 errang Zhong Man bei der Asienmeisterschaft in Wakayama Bronze im Einzel, bei den Olympischen Spielen in London erreichte er den fünfzehnten Platz im Einzel und den sechsten Platz mit der Mannschaft.